# Balbisia aphanifolia
Balbisia aphanifolia, conocida como té de burro, es un género de plantas con flores descrita por primera vez por Jean Antoine Arthur Gris. Balbisia aphanifolia pertenece al género Balbisia, y a la familia Vivianiaceae.Se encuentra distribuido por Argentina y Chile, especialmente documentada en la Provincia de Catamarca, La Rioja, San Juan y San Luis. 

## Descripción
Las drusas son cristalinas y abundantes especialmente en el parénquima esponjoso hacia la superficie adaxial. Las venas tienen una vaina esclerenquimatosa distintiva. Por encima de las venas hacia las superficies adaxial y abaxial se encuentra un tejido colenquimatoso pronunciado.